# Classis (vlooteenheid)
De voornaamste taak van een classis, een Romeinse vlooteenheid, was het bewaken van de Romeinse wateren tegen piraten en smokkelaars. De vloten waren actief op de Middellandse Zee, de Noordzee en de waterwegen binnen het Romeinse Rijk. Belangrijke steunpunten waren Alexandrië, Ravenna, en Misenum. Een neventaak was het uitvoeren van onderhoudswerkzaamheden aan havens, kanalen en andere waterwerken. Verder hielden de vlootsoldaten zich bezig met het transport van- of het begeleiden van transporten van bouwmateriaal, voedsel en manschappen, van en naar steden en grensforten langs de Romeinse Rijn- en Donaugrens. Een bijzondere taak van vlootpersoneel in de stad Rome was het bedienen van de grote zonneschermen die gespannen werden in het Colosseum. In Nederland bevond zich de Classis Germanica, "de vloot van Germania", die voornamelijk werk deed op de Noordzee en op de rivieren van Nederland dat toen Germania Inferior werd genoemd.

## Kleding
Over de kleding van het Romeinse marinepersoneel is niet veel bekend. Op basis van grafsteles van rond 100 n. Chr. kan gesteld worden dat de milites classicenses een tunica, korte broek en mantel droegen. De mantel werd vastgezet met een sierspeld. Om het middel werd een riem gedragen. Ook zijn op grafsteles stoffen riemen bekend, maar deze lijken meer te zijn gedragen buiten de actieve dienst. Aan de voeten werden caligae of meer gesloten schoenen gedragen. Van legionairs is bekend dat voornamelijk rode en witte tunicae werden gedragen (hoewel blauw en donkerrood ook voorkwamen bij bepaalde legioenen). Bij de vloot kennen we rood en blauw als tunicakleur. De laatste kleur wordt door Vegetius voorgeschreven voor vlootpersoneel. Hij verwijst hierbij direct naar de tunica, het schild en de paardenharen helmkam (Vegetius citaat). Het marinepersoneel droeg vrijwel dezelfde uitrusting als andere Romeinse soldaten, dat wil zeggen metalen lichaamsbepantsering (maliënkolder of kuras. voor een strokenpantser is geen aanwijzing in de vloot.), een helm, zwaard, dolk, lans en schild. Het schild had een ovale of ronde vorm en was plat. Er zijn diverse aanwijzingen dat het zwaard dat de mariniers droegen kleiner was dan de gladius van de legionairs of hulptroepers. Een dergelijk kleiner zwaard dat bij Pompeï is gevonden zit qua maat tussen de gladius en de dolk (pugio)in. Een zwaard als dit is zeer geschikt voor gevechten aan boord van schepen vanwege de beperktere bewegingsruimte. In een papyrus geschreven door vlootsoldaat Claudius Tiberianus noemt hij een "gladius pugnatorius" een "vechterszwaard". Mogelijk betreft het een dergelijk kleiner model zwaard. Daarnaast heeft er een "hasta navalis", een "scheepslans" bestaan. Dit zou de lans zijn geweest met een driehoekige/hartvormige bladvorm. Dergelijke lansen zijn ook te zien op grafsteles van vlootsoldaten.

## De schepen van de Classis Germanica en de bemanning
Op zee werden zware galeien gebruikt met meerder roeidekken. De liburnae, lichte galeien die op de rivieren werden gebruikt, konden tot 5 ton aan vracht vervoeren. In het geval van voedsel betekent is dat 1400 dagrantsoenen.
Uit epigrafische bronnen blijkt dat de praefectus classicus, de bevelhebber van de vloot, tot de "centenarii" kon behoren en aldus een jaarsalaris had van 100.000 sestertiën. Elk schip had verschillende soorten officieren aan boord, zoals de scheepsofficieren die het schip onderhielden, bedienden en navigeerden en officieren die het gevecht leidden. De scheepsofficieren waren de trierarchus (scheepskapitein) en de gubernator (stuurman). De gevechtsofficieren stonden bekend als de centurio en zijn optio (sergeant). Ander vlootpersoneel waren de remiges (roeiers), velarii (verantwoordelijk voor de lijnen en zeilen), milites ((vloot)soldaten), medici (artsen) en haruspices (priester-waarzeggers). Hoewel er geen bewijzen zijn dat de gevechts- en vaartaken uitwisselbaar waren, lijkt het onwaarschijnlijk dat dit niet het geval was, want alle nautae (zeelieden) waren ook milites (vlootsoldaten). In tegenstelling tot wat in veel films wordt getoond, waren de roeiers van de Romeinse vloot geen slaven.